# Manihot diamantinensis
Manihot diamantinensis är en törelväxtart som beskrevs av Antonio Costa Allem. Manihot diamantinensis ingår i släktet Manihot och familjen törelväxter. Inga underarter finns listade i Catalogue of Life.